# 圣马尔谷祭台画
圣马尔谷祭台画（或译为圣马可祭坛画，San Marco Altarpiece）又名“圣母和圣徒”，是意大利早期文艺复兴画家安杰利科修士的作品，位于意大利佛罗伦萨的國立聖馬可美術館。它是由科西莫·德·美第奇订制，于1438年至1443年之间完成。主画描绘加冕的圣母玛利亚在天使和圣徒的包围下，另外还有九幅附饰画（predella），讲述主保圣人圣葛斯默和圣达弥盎的传说。今天，只有主画还能在意大利佛罗伦萨圣玛尔谷大殿的修道院见到，还有两幅附饰画已在2007年被买回博物馆。圣马尔谷祭台画而被称为文艺复兴早期最好的画作之一，因其运用了隐喻和透视、视觉陷阱，而且道明会宗教题材和符号，又与当时的政治信息相交织。

## 背景
当道明会获得圣玛尔谷教堂和修道院时，他们意识到这些建筑年久失修，需要赞助来翻新这座建筑。科西莫·德·美第奇和他的兄弟老洛伦佐自己聘请了建筑师米开罗佐来重建修道院。按照惯例，他们将教堂重新献给主保圣人圣葛斯默和圣达弥盎，以及与原来同名的圣马可。他们坚持要求美第奇的主保占据优势，因为科西莫和他的财富在修道院的建立中起着至关重要的作用。在1438年获得唱经楼和正祭台的赞助权之后，美第奇兄弟执行了他们的计划，要用他们自己的祭坛画，来取代现有的Lorenzo di Niccolò画的祭坛画。科西莫·德·美第奇委托多道明会的一位修士，安杰利科修士来画新的祭坛画，以及重建的修道院的小间、走廊和回廊的其他壁画。但美第奇不仅赢得了圣马可修道院的权利，而且赢得了其他教堂的权利，将他们的领地扩展到整条拉尔加街（Via Larga），街的另一端就是家族的住宅。他们甚至赞助了三博士节（Feste de' Magi）的奢华表演，行程从耶路撒冷的希律宫殿，到伯利恒的马槽。美第奇直接参与了三博士节的事务，佛罗伦萨作为圣地的象征，而圣玛尔谷作为最终目的地、伯利恒的象征，无疑是向美第奇的谄媚。对美第奇来说，这个节日更像是一个政治工具，而不是其他东西。佛罗伦萨人会蜂拥到圣马尔谷，去看到真正的圣玛尔谷祭台画在三博士节游行期间，当东方三博士进入唱经楼时，向基督婴孩致敬。 美第奇对圣玛尔谷的主宰，以及科西莫的赞助，不仅是道明会惯例的表达，而且是政治发展的立足点。

## 描述

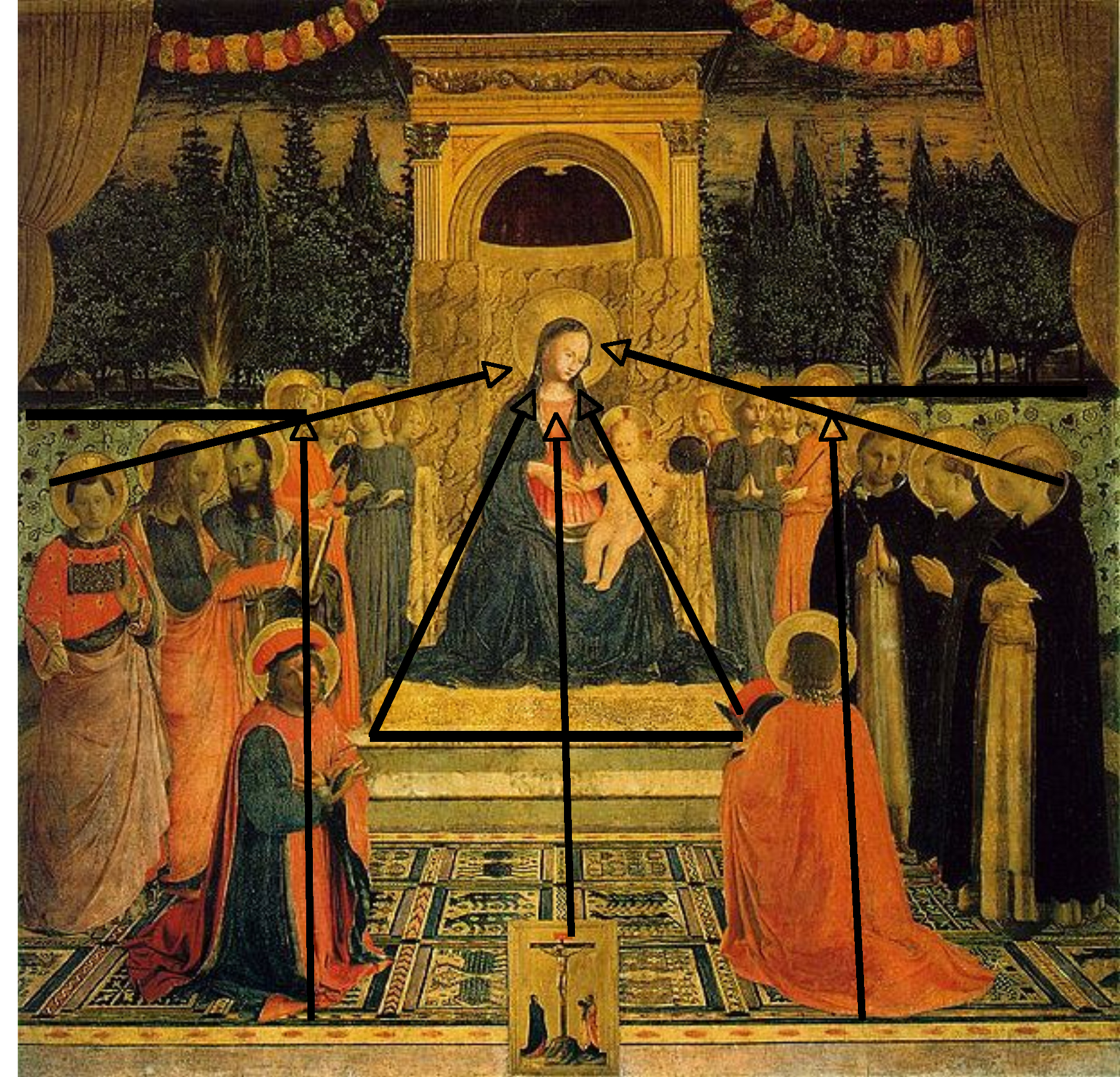
圣马尔谷祭台画

圣马尔谷祭台画描绘圣母子坐在宝座上，周围环绕着圣徒和天使。

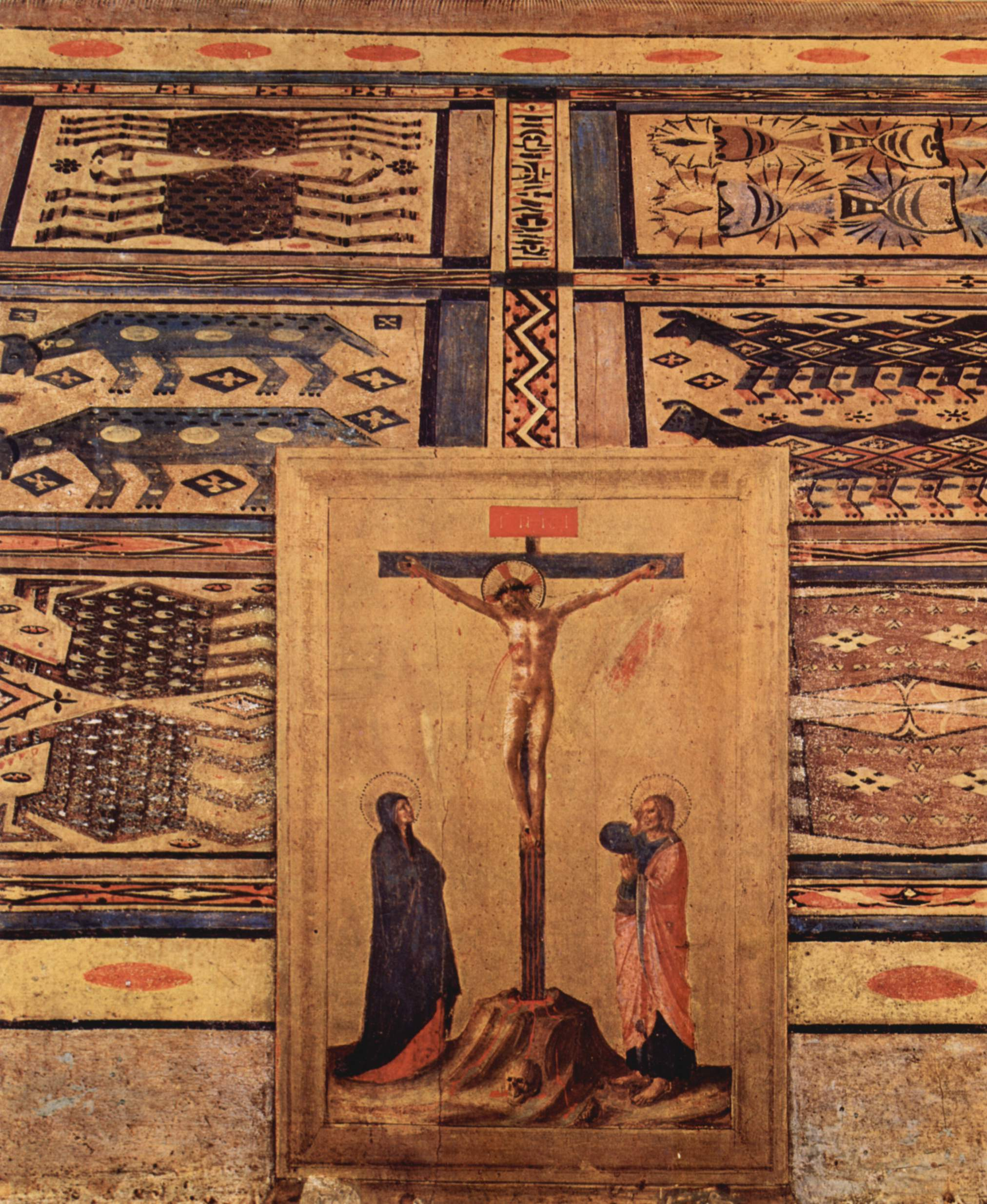

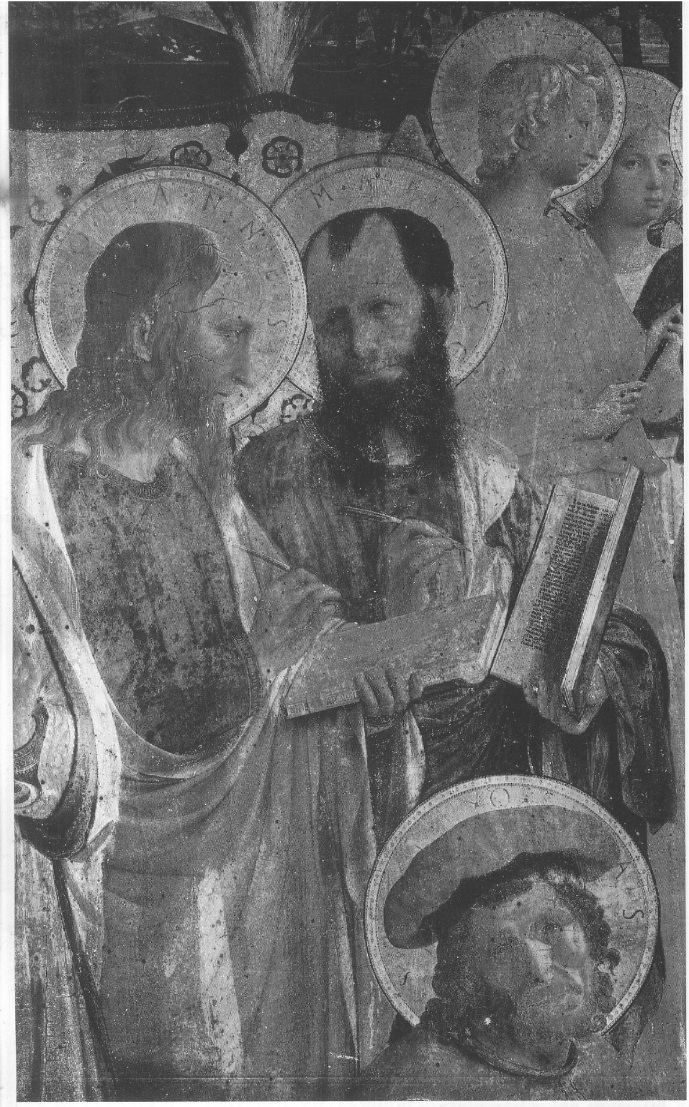

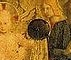